# Băiatul din vecini (film din 2015)
Băiatul din vecini (în engleză The Boy Next Door) este un film american din 2015.